# Ziekte van Tay-Sachs
De ziekte van Tay-Sachs is een zeldzame erfelijk aangeboren stofwisselingsziekte. Ze valt onder de lysosomale stapelingsziekten. De ziekte van Tay-Sachs is autosomaal recessief overerfbaar en wordt veroorzaakt door een fout in chromosoom 15. De ziekte is een van de drie varianten van de ziekte 'GM2-gangliosidose' . De andere twee varianten zijn: de ziekte van Sandhoff en GM2-activatordeficiëntie.

## Ziektebeeld
Bij een persoon die lijdt aan de ziekte van Tay-Sachs stapelen (afval)stoffen zich op in de lysosomen, doordat de afbraak en het hergebruik ervan wordt verhinderd door een gemis aan het benodigde enzym (hexosaminidase A). Dit is giftig voor de cel. Het bemoeilijkt daardoor de functie van het lysosoom en vervolgens de hele cel. Dit uit zich in beschadigingen in weefsels en organen. Gangliosiden (een lipide) stapelen zich op in de hersenen.
Een kind met de ziekte van Tay-Sachs begint een vertraagde verstandelijke en motorische ontwikkeling, een te lage spierspanning en blindheid te vertonen wanneer het tussen de drie en vijf maanden oud is. Het raakt dement en verlamd. De ziekte van Tay-Sachs leidt uiteindelijk tot een vegeterende toestand en patienten sterven, doorgaans, vóór het 18e levensjaar.

## Behandeling
Voor de ziekte van Tay-Sachs bestaat geen genezing. Prenataal onderzoek is mogelijk door middel van vruchtwateronderzoek. De aandoening komt met name voor bij Asjkenazische joden (1 : 3900 tegenover 1 : 112.000 in het algemeen).
De ziekte van Tay-Sachs dankt haar naam aan de Engelse oogheelkundige en chirurg Warren Tay en de Amerikaanse neuroloog en psychiater Bernard (Barney) Sachs.